# Стан Валкс
Стан Валкс (нід. Stan Valckx, нар. 20 жовтня 1963, Арсен) — нідерландський футболіст, що грав на позиції захисника.
Виступав, зокрема, за клуб ПСВ, а також національну збірну Нідерландів.

## Клубна кар'єра
Народився 20 жовтня 1963 року у селищі Арсен. Вихованець футбольної школи клубу «ВВВ-Венло». Дорослу футбольну кар'єру розпочав 1983 року в основній команді того ж клубу, в якій провів п'ять сезонів, взявши участь у 145 матчах чемпіонату. 
Своєю грою за цю команду привернув увагу представників тренерського штабу клубу ПСВ, до складу якого приєднався 1988 року. Відіграв за команду з Ейндговена наступні чотири сезони своєї ігрової кар'єри. Більшість часу, проведеного у складі ПСВ, був основним гравцем захисту команди.
Протягом 1992—1994 років захищав кольори команди лісабонського «Спортінга».
1995 року повернувся до клубу ПСВ, за який відіграв ще 5 сезонів. Граючи у складі ПСВ знову виходив на поле в основному складі команди. Завершив професійну кар'єру футболіста виступами за команду «ПСВ Ейндговен» у 2000 році.

## Виступи за збірну
1990 року дебютував в офіційних матчах у складі національної збірної Нідерландів. Протягом кар'єри у національній команді, яка тривала 7 років, провів у формі головної команди країни 20 матчів.
У складі збірної був учасником чемпіонату світу 1994 року у США.

## Титули і досягнення
- Чемпіон Нідерландів (5):

«ПСВ»:  1989, 1991, 1992, 1997, 2000
- Володар Кубка Нідерландів (3):

«ПСВ»:  1989, 1990, 1996
- Володар Суперкубка Нідерландів (3):

«ПСВ»:  1996, 1997, 1998
- Володар Кубка Португалії (1):

«Спортінг»:  1995